# Fed Cup 2017 – Americká zóna
Americká zóna Fed Cupu 2017 byla jednou ze tří zón soutěže, kterých se účastnily státy ležící v daných regionech, v tomto případě týmy ze států nacházejících se na americkém kontinentu. Do soutěže Americké zóny nastoupilo 22 družstev, z toho devět účastníků hrálo v 1. skupině a dalších třináct pak ve 2. skupině. Součástí herního plánu byly také dvě baráže.

## 1. skupina
- Místo konání: Club Deportivo la Asunción, Metepec, Mexiko (tvrdý, venku)
- Datum: 6.–11. února 2017
- Formát: Devět týmů bylo rozděleno do čtyřčlenného bloku A a pětičlenného bloku B. Vítězové obou bloků se utkali v zápase o postup do baráže o Světovou skupinu II pro rok 2018. Družstva, která se umístila na posledních dvou místech, sehrála zápasy o udržení. Třetí z bloku A se utkal s pátým z bloku B a čtvrtý z bloku A pak se čtvrtým z druhé podskupiny. Dva poražení sestoupili do 2. skupiny Americké zóny pro rok 2018.

| Nasazení                                                                                   | Nasazení                            | Nasazení                         | Nasazení                                            |
| 1. koš                                                                                     | 2. koš                              | 3. koš                           | 4. koš                                              |
| ------------------------------------------------------------------------------------------ | ----------------------------------- | -------------------------------- | --------------------------------------------------- |
| 1. Kanada (17.) 2. Argentina (19.)                                                         | 1. Paraguay (20.) 2. Brazílie (21.) | 1. Mexiko (32.) 2. Bolívie (36.) | 1. Kolumbie (39.) 2. Venezuela (43.) 3. Chile (51.) |
| V závorce je uvedeno umístění na žebříčku ITF; nasazení dle žebříčku ze 14. listopadu 2016 |                                     |                                  |                                                     |

### Bloky
|    | Blok A          | CAN | PAR | VEN | BOL |
| 1. | Kanada (3–0)    |     | 3–0 | 2–1 | 3–0 |
| 2. | Paraguay (2–1)  | 0–3 |     | 2–1 | 3–0 |
| 3. | Venezuela (1–2) | 1–2 | 1–2 |     | 3–0 |
| 4. | Bolívie (0–3)   | 0–3 | 0–3 | 0–3 |     |

|    | Blok B          | CHI | ARG | COL | BRA | MEX |
| 1. | Chile (3–1)     |     | 2–1 | 1–2 | 2–1 | 2–1 |
| 2. | Argentina (3–1) | 1–2 |     | 3–0 | 2–1 | 2–1 |
| 3. | Kolumbie (2–2)  | 2–1 | 0–3 |     | 2–1 | 1–2 |
| 4. | Brazílie (1–3)  | 1–2 | 1–2 | 1–2 |     | 3–0 |
| 5. | Mexiko (1–3)    | 1–2 | 1–2 | 2–1 | 0–3 |     |

### Baráž
| Pořadí      | první tým | výsledek | druhý tým |
| ----------- | --------- | -------- | --------- |
| Postup      | Paraguay  | 0–2      | Argentina |
| 3.–4. místo | Mexiko    | 0–2      | Brazílie  |
| Sestup      | Bolívie   | 2–0      | Peru      |
| Sestup      | Kolumbie  | 2–0      | Ekvádor   |

### Konečné pořadí
| Umístění        | Tým       | Tým       |
| Postup/1. místo | Kanada    | Kanada    |
| 2. místo        | Chile     | Chile     |
| 3. místo        | Paraguay  | Paraguay  |
| 4. místo        | Argentina | Argentina |
| 5. místo        | Kolumbie  | Kolumbie  |
| 6. místo        | Venezuela | Brazílie  |
| Sestup/8. místo | Mexiko    | Bolívie   |

Výsledek
- Kanada postoupila do baráže o účast ve Světové skupině II pro rok 2018
- Bolívie a Mexiko sestoupily do 2. skupiny Americké zóny pro rok 2018.

## 2. skupina
- Místo konání: Centro de Alto Rendimiento Fred Maduro, Ciudad de Panamá, Panama (antuka, venku)
- Datum: 19.–22. července 2017
- Formát: Třináct týmů bylo rozděleno do čtyř bloků, z nichž tři měly po třech členech a blok  D pak čtyři účastníky. První z bloku A se ve vyřazovacím utkání střetl s vítězem z bloku C a první z bloku B s lídrem bloku D. Vítězové si zajistili postup do 1. skupiny Americké zóny pro rok 2018. Další družstva v blocích sehrála zápas o konečné umístění.

### Bloky - nasazení
| Nasazení                                                                              | Nasazení                                                                                       | Nasazení                                                                        | Nasazení |
| 1. koš                                                                                | 2. koš                                                                                         | 3. koš                                                                          |          |
| ------------------------------------------------------------------------------------- | ---------------------------------------------------------------------------------------------- | ------------------------------------------------------------------------------- | -------- |
| 1. Ekvádor (43.) 2. Guatemala (51.) 3. Portoriko (52.) 4. Peru (55.)                  | 1. Dominikánská republika (58.) 2. Uruguay (62.) 3. Trinidad a Tobago (65.) 4. Kostarika (67.) | 1. Bahamy (75.) 2. Barbados (80.) 3. Honduras (86.) 4. Panama (97.) 5. Kuba (-) |          |
| V závorce je uvedeno umístění na žebříčku ITF; nasazení dle žebříčku z 24. dubna 2017 |                                                                                                |                                                                                 |          |

### Bloky
|    | Blok A        | ECU | CUB | URU |
| 1. | Ekvádor (2–0) |     | 2–1 | 2–1 |
| 2. | Kuba (1–1)    | 1–2 |     | 2–1 |
| 3. | Uruguay (0–2) | 1–2 | 1–2 |     |

|    | Blok B                       | GUA | DOM | BAR |
| 1. | Guatemala (2–0)              |     | 3–0 | 3–0 |
| 2. | Dominikánská republika (1–1) | 0–3 |     | 3–0 |
| 3. | Barbados (0–2)               | 0–3 | 0–3 |     |

|    | Blok C                  | PUR | TRI | HON |
| 1. | Portoriko (2–0)         |     | 2–1 | 3–0 |
| 2. | Trinidad a Tobago (1–1) | 1–2 |     | 2–1 |
| 3. | Honduras (0–2)          | 0–3 | 1–2 |     |

|    | Blok D          | PER | CRC | BAH | PAN |
| 1. | Peru (3–0)      |     | 3–0 | 3–0 | 3–0 |
| 2. | Kostarika (2–1) | 0–3 |     | 3–0 | 2–1 |
| 3. | Bahamy (1–2)    | 0–3 | 0–3 |     | 2–1 |
| 4. | Panama (0–3)    | 0–3 | 1–2 | 1–2 |     |

### Baráž
| Pořadí       | tým bloku A | výsledek | tým bloku C       |
| ------------ | ----------- | -------- | ----------------- |
| Postup       | Ekvádor     | 0–2      | Portoriko         |
| 5.–8. místo  | Kuba        | 2–1      | Trinidad a Tobago |
| 9.–12. místo | Uruguay     | 1–1      | Honduras          |

| Pořadí       | tým bloku B            | výsledek | tým bloku D |
| ------------ | ---------------------- | -------- | ----------- |
| Postup       | Guatemala              | 2–1      | Peru        |
| 5.–8. místo  | Dominikánská republika | 1–1      | Kostarika   |
| 9.–12. místo | Barbados               | 1–1      | Bahamy      |
| 13. místo    | —                      | —        | Panama      |

### Konečné pořadí
| Umístění  | Tým                    | Tým                    | Tým               | Tým               |
| Postup    | Portoriko              | Portoriko              | Guatemala         | Guatemala         |
| 3. místo  | Ekvádor                | Ekvádor                | Peru              | Peru              |
| 5. místo  | Kuba                   | Kuba                   | Kuba              | Kuba              |
| 6. místo  | Dominikánská republika | Dominikánská republika | Kostarika         | Kostarika         |
| 8. místo  | Trinidad a Tobago      | Trinidad a Tobago      | Trinidad a Tobago | Trinidad a Tobago |
| 9. místo  | Uruguay                | Honduras               | Barbados          | Bahamy            |
| 13. místo | Panama                 | Panama                 | Panama            | Panama            |

Výsledek
- Portoriko a Guatemala postoupily do 1. skupiny Americké zóny pro rok 2018.